# Bras de Brosne
Bras de Brosne – rzeka we Francji, przepływająca przez teren departamentu Pas-de-Calais, o długości 11 km. Stanowi prawy dopływ rzeki Canche.